# 聖貢薩洛杜阿馬蘭特 (北里約格朗德州)

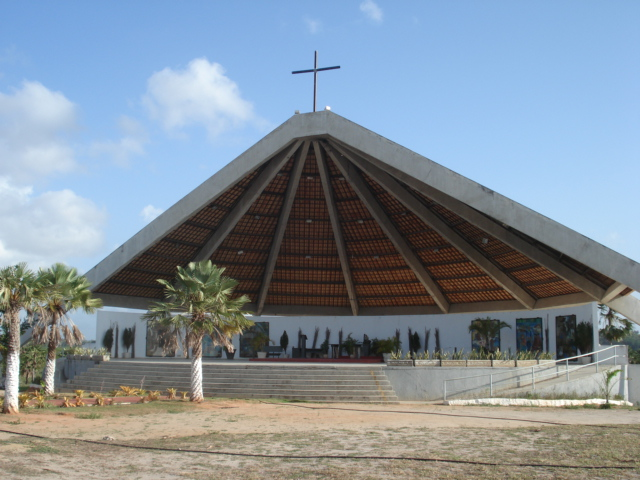

聖貢薩洛杜阿馬蘭特（葡萄牙語：São Gonçalo do Amarante）是巴西的城鎮，位於該國東北部，由北里約格朗德州負責管轄，始建於1710年，面積249平方公里，海拔高度15米，2013年人口95,218，人口密度每平方公里382.21人。